# Alunit

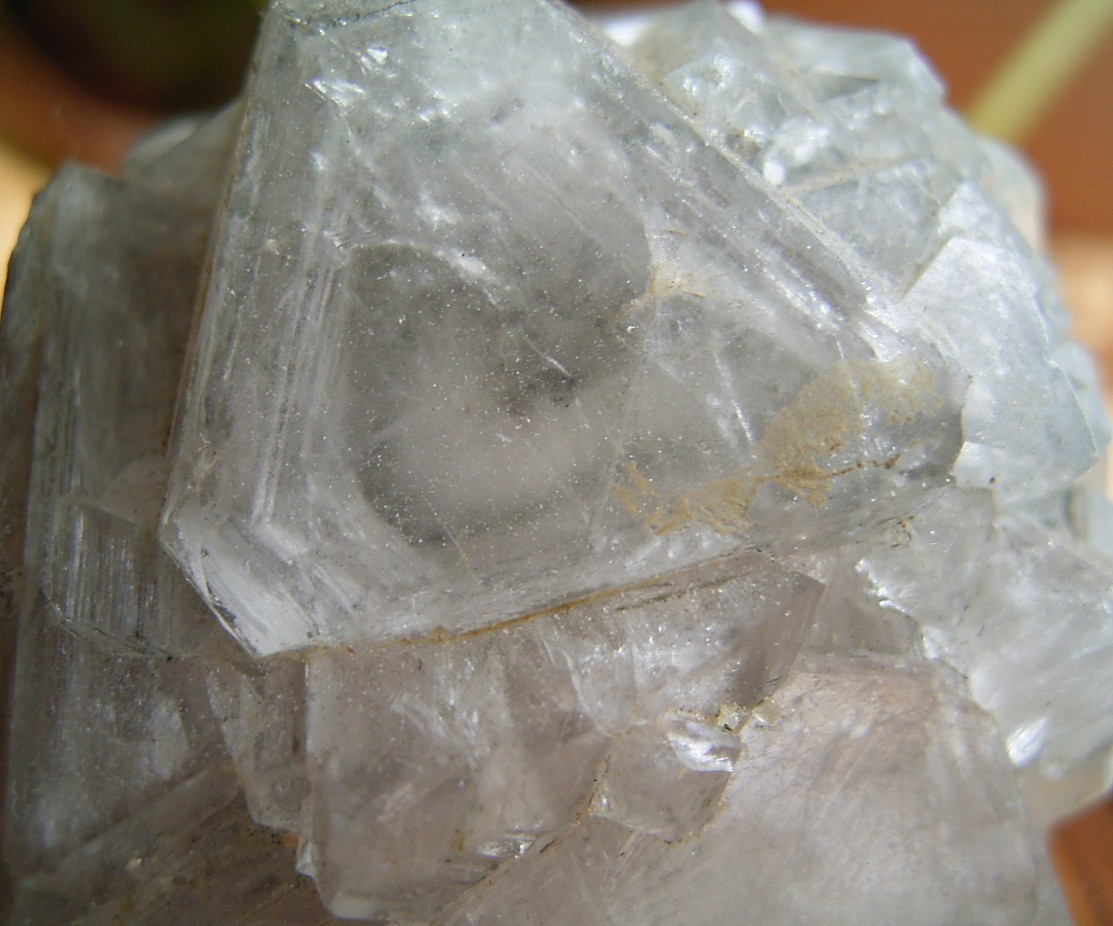
Alunit kristályok

Az alunit (névváltozata: timsókő) kálium-alumínium-szulfát, a II. (szulfidok és rokonvegyületek) ásványosztály vízmentes szulfátok alosztályában a trigonális szulfátok között az önálló alunitcsoport névadó tagja. Szemcsés tömött, esetenként rostos kristályokban, piramisos és dipiramisos esetenként romboéderes alakokban, gyakran földes tömegekben találhatóak. Szálasan sugaras, tömött tömegekben is előfordul. Gyakran hólyag és repedéskitültésekben lelhetők meg kristályai. Izzítás után vízzel timsóoldat lúgozható ki az ásványból. Timsó készítésére használják.

## Kémiai és fizikai tulajdonságai.
- Képlete: KAl3(OH)6(SO4)2.
- Szimmetriája: a trigonális kristályrendszerben piramisos és dipiramisos kristályai több szimmetriaelemet tartalmaznak.
- Sűrűsége: 2,7 g/cm³.
- Keménysége: 3,5-4,0  (a Mohs-féle keménységi skála szerint).
- Hasadása: igen jól, kitűnően hasad.
- Törése: egyenetlen.
- Színe:  színtelen, fehér esetleg halványan színezetten sárgás, rózsaszínes, ritkán lilás.
- Fénye: üveg vagy gyöngyházfényű.
- Átlátszósága:  átlátszó vagy áttetsző.
- Pora:  fehér.
- Különleges tulajdonsága:  izzítást követően vízzel kilúgozódva timsóoldatot alkot.
- Elméleti tartalma:

Kálium (K) =9,4%
Alumínium (Al) =19,5%
Hidrogén (H) =1,5%
Kén (S) =15,5%
Oxigén (O) =54,1%

## Keletkezése
Vulkáni utóműködéskor földpátból vagy piritből kénsavas hatásra üledékekben képződik.
Hasonló ásványok: Az aluminit, mely monoklin rendszerű  és képlete: Al2SO4(OH)4x7H2O.

## Előfordulásai

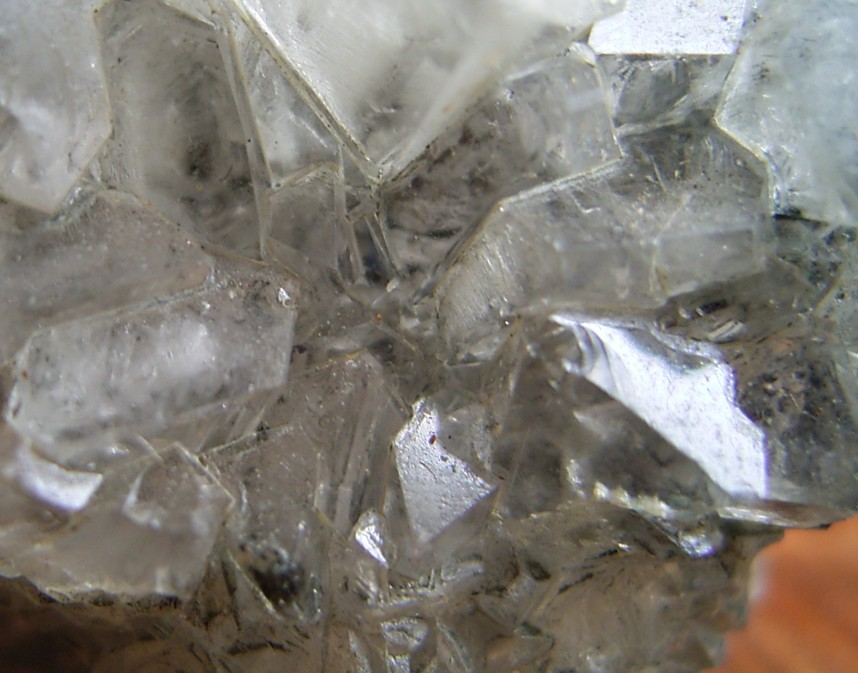
Kristályos alunit

Olaszországban Toscana vidékén. Spanyolországban Barcelona környékén. Görögországban. Ukrajnában Beregszász és Muzsaj vidékén. Üzbegisztán és Azerbajdzsán területén. Az Amerikai Egyesült Államok területén Colorado és Nevada szövetségi államokban fordul elő. Megtalálható nagyobb tömegben Ausztrália területén.

## Előfordulásai Magyarországon
A Velencei-hegységben több helyen a hintett pirit oxidációja folyamán képződött kénsav hatására alunit keletkezett. Nadap és Sukoró környékén a Meleg-hegy, a Csúcs-hegy, a Templom-hegy a Cseplek-hegy és a Nyír-hegy kőzeteinek apró üregeit és repedéseit vékony alunit levelekben, néha kvarc beágyazódásokban tölti ki. Nagybörzsöny közelében a Kuruc-patak és a Kishideg-hegy ércesedési területén porfíros rézérc kibúvások valamint dácit és dácittufa üregeiben jellemző, limonit és gipsz kíséretében. Legyesbénye Fuló-hegy kőbányájában gyakori az alunit, víztiszta, sárgás, zöldes, ritkábban lilás, rombos kristálylapokkal (néha rostos), melyekben az elszíneződést kis mennyiségű réz, ólom és barit eredményezi. A színtelen alunit tömött halmazokban található. Mád környékén a fiatal tektonikus területeken, a törésvonalak mentén bekövetkezett utóvulkáni működés során keletkezett, és az agyagásványok mellett fenn-nőtt alunitkristályok találhatóak. Sárospatak közelében lezajlott utóvulkáni behatások miatt több helyen, nagyobb mennyiségben a Király-hegy kovásodott kőzeteiben az alunit két módosulatát találták cinnabarit és hematit mellett. Telkibánya területén a gyepűhegyi ércesedés teléreinek gyakori kísérő ásványa. Cserszegtomaj közelében a Pajtika-tető és a Koponár elnevezésű magaslatok dolomit határán centiméteres halványrózsaszínű alunitkristályok találhatóak, de ugyanitt tömött vesés fészkekben kaolinit és alumogél társaságában is előfordul.

## Kísérő ásványok
A  kvarc, brucit, terméskén és gipsz.